# Station Świecie Przechowo
Station Świecie Przechowo is een spoorwegstation in de Poolse plaats Świecie.